# S/2017 J 9
S/2017 J 9 (auch Jupiter LXX) ist einer der kleineren Monde des Planeten Jupiter.

## Entdeckung
S/2017 J 9 wurde im Jahr 2017 vom Astronomen Scott S. Sheppard entdeckt. Der Mond hat noch keinen offiziellen Namen erhalten – bei den Jupitermonden sind dies in der Regel weibliche Gestalten aus der griechischen Mythologie –, sondern  wird entsprechend der Systematik der Internationalen Astronomischen Union (IAU) vorläufig als S/2017 J 9 bezeichnet.

## Bahndaten
S/2017 J 9 umkreist Jupiter mit einer großen Halbachse von etwa 21,5 Millionen Kilometern in etwa 639 Tagen. Die Bahn weist eine Exzentrizität von 0,23 auf. Die Bahnneigung beträgt 152,7°.

## Physikalische Daten
Aufgrund der Helligkeit des Objektes kann man den Durchmesser auf ungefähr einen Kilometer schätzen.